# Мельничук Ігор Сергійович (військовик)
І́гор Сергі́йович Мельничу́к — молодший сержант Збройних сил України, учасник російсько-української війни.

## Нагороди
За особисту мужність і героїзм, виявлені у захисті державного суверенітету та територіальної цілісності України, вірність військовій присязі під час російсько-української війни, відзначений — нагороджений
- 27 червня 2015 року — орденом «За мужність» III ступеня.
- Медаль «Захиснику Вітчизни»[1]